# Liguilla Pre-Libertadores 1979 (Chile)
La Liguilla Pre-Libertadores 1979 fue la 6º edición de la Liguilla Pre-Libertadores, torneo clasificatorio para la Copa Libertadores de América, organizado por la Asociación Central de Fútbol en la temporada de ese año.
El ganador que clasificó a la Copa Libertadores 1980 fue O'Higgins, que ganó 1-0 a Universidad de Chile, en partido de definición jugado el 4 de enero de 1980

## Equipos participantes
| Equipo               | Vía de clasificación                              |
| -------------------- | ------------------------------------------------- |
| Cobreloa             | Subcampeón de la Primera División de Chile 1979   |
| Unión Española       | Tercer lugar de la Primera División de Chile 1979 |
| Universidad de Chile | Cuarto lugar de la Primera División de Chile 1979 |
| O'Higgins            | Quinto lugar de la Primera División de Chile 1979 |

## Desarrollo
El torneo se establece bajo la modalidad del sistema de todos contra todos en una sola rueda. En el caso de igualdad de puntaje, se disputaba un partido de definición entre ellos, si al término del tiempo reglamentario persiste el empate, se juega un complementario de 30 minutos. 

### Primera fecha
| Liguilla Pre-Libertadores 1979 1º fecha; 26 de diciembre de 1979 | Unión Española   | 1:0 | Cobreloa | Estadio Nacional de Santiago, Santiago                            |                                                                   |
|                                                                  | Héctor Pinto 48' |     |          | Asistencia: 19.621 espectadores Árbitro(s): Juan Silvagno Cavanna | Asistencia: 19.621 espectadores Árbitro(s): Juan Silvagno Cavanna |

| Liguilla Pre-Libertadores 1979 1º fecha; 26 de diciembre de 1979 | Universidad de Chile       | 1:1 | O'Higgins          | Estadio Nacional de Santiago, Santiago                        |                                                               |
|                                                                  | René Valenzuela 40' (a.g.) |     | Juvenal Vargas 88' | Asistencia: 19.621 espectadores Árbitro(s): Rafael Hormazábal | Asistencia: 19.621 espectadores Árbitro(s): Rafael Hormazábal |

### Segunda fecha
| Liguilla Pre-Libertadores 1979 2º fecha; 28 de diciembre de 1979 | Universidad de Chile | 1:0 | Cobreloa | Estadio Nacional de Santiago, Santiago                     |                                                            |
|                                                                  | Jorge Socías 68'     |     |          | Asistencia: 16.364 espectadores Árbitro(s): Sergio Vásquez | Asistencia: 16.364 espectadores Árbitro(s): Sergio Vásquez |

| Liguilla Pre-Libertadores 1979 2º fecha; 28 de diciembre de 1979 | O'Higgins                                                             | 4:2 | Unión Española                   | Estadio Nacional de Santiago, Santiago                    |                                                           |
|                                                                  | Sergio Ahumada 23' · Miguel Ángel Neira 63' · Juvenal Vargas 64', 85' |     | Luis Rojas 7' · Héctor Pinto 88' | Asistencia: 16.364 espectadores Árbitro(s): Gastón Castro | Asistencia: 16.364 espectadores Árbitro(s): Gastón Castro |

### Tercera fecha
| Liguilla Pre-Libertadores 1979 3º fecha; 30 de diciembre de 1979 | O'Higgins                            | 2:1 | Cobreloa           | Estadio Nacional de Santiago, Santiago                       |                                                              |
|                                                                  | Lima 65' (pen.) · Juvenal Vargas 71' |     | Armando Alarcón 6' | Asistencia: 14.932 espectadores Árbitro(s): Alberto Martínez | Asistencia: 14.932 espectadores Árbitro(s): Alberto Martínez |

| Liguilla Pre-Libertadores 1979 3º fecha; 30 de diciembre de 1979 | Universidad de Chile                                         | 3:2 | Unión Española          | Estadio Nacional de Santiago, Santiago                 |                                                        |
|                                                                  | Arturo Salah 33' · Jorge Socías 61' · Luis Alberto Ramos 70' |     | Osvaldo Hurtado 6', 35' | Asistencia: 14.932 espectadores Árbitro(s): Mario Lira | Asistencia: 14.932 espectadores Árbitro(s): Mario Lira |

## Tabla de posiciones
| Pos | Equipo               | PJ | PG | PE | PP | GF | GC | Dif | Pts |
| --- | -------------------- | -- | -- | -- | -- | -- | -- | --- | --- |
| 1   | O'Higgins            | 3  | 2  | 1  | 0  | 7  | 4  | 3   | 5   |
| 2   | Universidad de Chile | 3  | 2  | 1  | 0  | 5  | 3  | 2   | 5   |
| 3   | Unión Española       | 3  | 1  | 0  | 2  | 5  | 7  | -2  | 2   |
| 4   | Cobreloa             | 3  | 0  | 0  | 3  | 1  | 4  | -3  | 0   |

Pos = Posición; PJ = Partidos jugados; PG = Partidos ganados; PE = Partidos empatados; PP = Partidos perdidos; GF = Goles a favor; GC = Goles en contra; Dif = Diferencia de gol; Pts = Puntos
|  | Clasifica a la definición de la liguilla |

## Definición
| Liguilla Pre-Libertadores 1979 Definición; 4 de enero de 1980 | O'Higgins        | 1:0 | Universidad de Chile | Estadio Nacional de Santiago, Ñuñoa, Santiago          |                                                        |
|                                                               | Waldo Quiroz 79' |     |                      | Asistencia: 47.072 espectadores Árbitro(s): Mario Lira | Asistencia: 47.072 espectadores Árbitro(s): Mario Lira |
| O'Higgins clasifica a la Copa Libertadores 1980.              |                  |     |                      |                                                        |                                                        |

## Ganador
| Chile                                   |
| Ganador O'Higgins                       |
| Clasificado a la Copa Libertadores 1980 |